# Loriculus aurantiifrons
Il loricolo frontearancio (Loriculus aurantiifrons) è un uccello della famiglia degli Psittaculidi, endemico dell'Indonesia.